# Morris Carnovsky
Morris Carnovsky (5 de septiembre de 1897 – 1 de septiembre de 1992) fue un actor teatral y cinematográfico de nacionalidad estadounidense.

## Carrera en Broadway y en el Group Theatre
Nacido en San Luis, Misuri, durante un breve tiempo trabajó en el teatro Yiddish, estudiando después en la Universidad Washington en San Luis. Decidido a desarrollar una carrera convencional como actor, a lo largo de su carrera llegó a participar en docenas de obras representadas en el circuito de Broadway.
Debutó en Broadway en 1922 haciendo el papel de Reb Aaron en The God of Vengeance. Dos años después ingresó en la compañía teatral Theatre Guild, y encarnó al personaje del título en Tío Vania (de Antón Chéjov). A esta obra siguieron Santa Juana (de George Bernard Shaw), Los hermanos Karamazov (de Fiódor Dostoyevski), The Doctor's Dilemma (también de Shaw) y Marco Millions, de Eugene O'Neill, en la que actuaba como Kublai Khan.
En 1931 ayudó a fundar la compañía Group Theatre, especializada en dramas de relevancia social y con mensajes de matiz político. Muchos de sus miembros se inspiraron en el Teatro del Arte de Moscú, y varios de ellos, incluyendo a Carnovsky, también ingresaron en el Partido Comunista de los Estados Unidos. Entre los destacados directores del Group Theatre figuraban Harold Clurman, Lee Strasberg, Elia Kazan y Cheryl Crawford, y entre los actores Franchot Tone, John Garfield, Ruth Nelson, Art Smith, Luther Adler, Sanford Meisner, Paula Strasberg y la mujer de Carnovsky, Phoebe Brand. Carnovsky pasaba el verano en el Pine Brook Country Club en Nichols, Connecticut, con el Group Theatre.
Carnovsky actuó en casi todas las grandes producciones del Group Theatre, a menudo interpretando papeles que habían sido específicamente escritos para él por su buen amigo, el actor y dramaturgo Clifford Odets. Entre sus actuaciones más destacadas con el Group Theatre figuran las que hizo en las obras de Odets Awake and Sing, Golden Boy, Paradise Lost y Rocket to the Moon.
Carnovsky también actuó en el musical antibelicista Johnny Johnson, en la pieza de Sidney Kingsley Men in White, en la producción dirigida por Elia Kazan Thunder Rock, y en las obras My Sister Eileen y Cafe Crown.

## Carrera cinematográfica

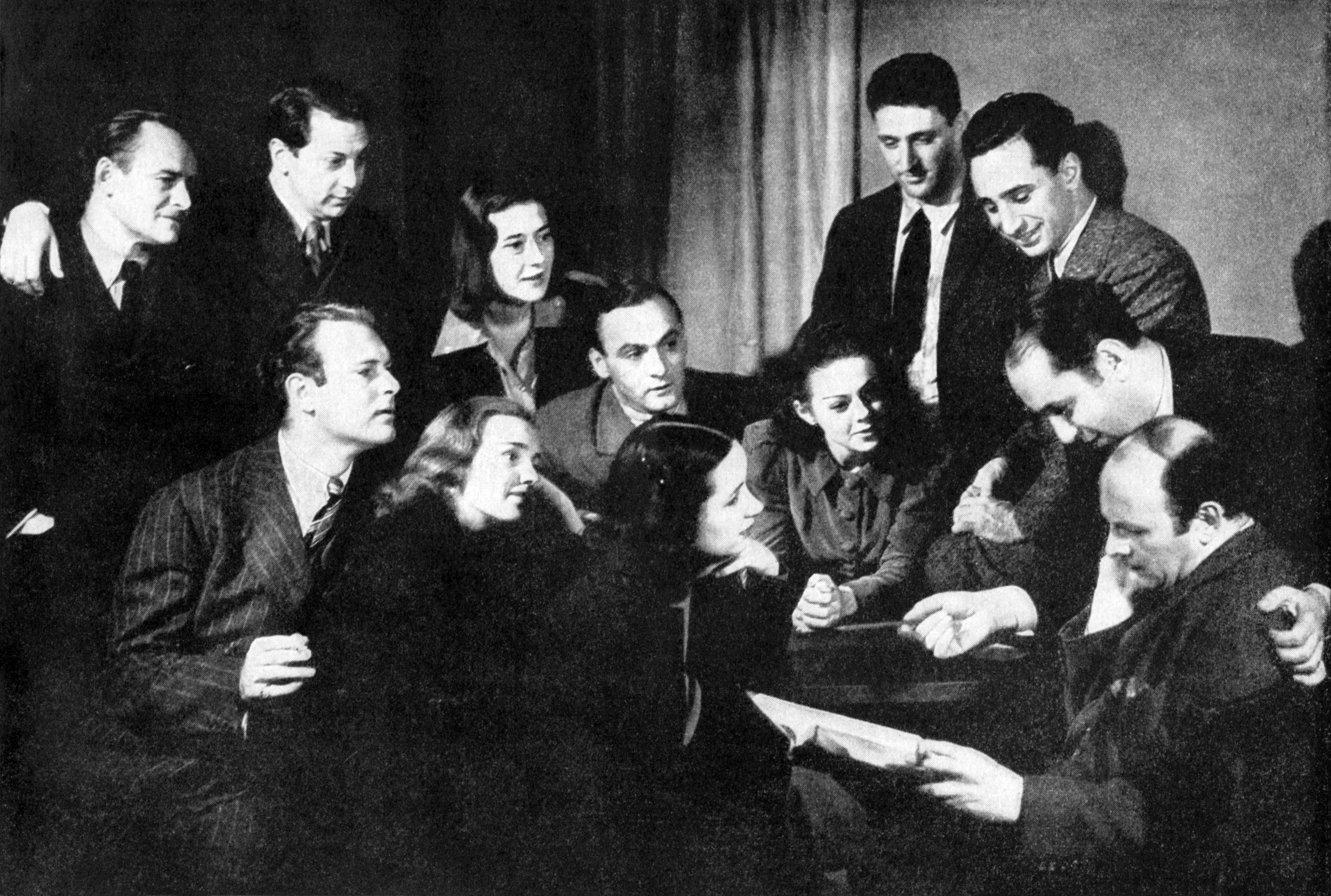
Fotografía de los miembros del " Group Theatre Subjects": Roman Bohnen, Luther Adler, Leif Erickson, Frances Farmer, Ruth Nelson, Sanford Meisner, Phoebe Brand, Eleanor Lynn, Irwin Shaw, Elia Kazan, Harold Clurman y Morris Carnovsky en 1938.

En 1937, Carnovsky y otros varios actores del Group Theatre fueron a Hollywood con la esperanza de actuar en el cine, y así conseguir el dinero necesario para reforzar las finanzas de la compañía. El debut de Carnovsky en el cine llegó con la película de 1937 ganadora del Óscar a la mejor película, The Life of Emile Zola, dirigida por William Dieterle y protagonizada por Paul Muni. Tras ella hizo un papel de reparto en el film de Anatole Litvak Tovarich, volviendo después a Nueva York a la reconfigurada formación del Group Theatre. Tras desaparecer el Group en 1940, Carnovsky viajó nuevamente a Hollywood, actuando en varias películas y continuando con su trabajo teatral formando parte del Actors' Lab.
En 1943 fue Sixtus Andresen, un maestro de escuela retirado, en el film de Warner Bros. Antinazi Edge of Darkness, protagonizado por Errol Flynn y dirigido por Lewis Milestone. Carnovsky interpretó al padre de George Gershwin en Rhapsody in Blue (1945), y en Dead Reckoning (1947), cinta de Humphrey Bogart, fue Martinelli, un malvado propietario de nightclub. En 1950 fue LeBret en Cyrano de Bergerac, película de José Ferrer. Al final de ese mismo año encarnó al Dr. Raymond Hartley en la película de misterio The Second Woman, y a un juez en la cinta de Joseph H. Lewis El demonio de las armas (Gun Crazy, 1950). Esta fue la última película de Carnovsky en Hollywood durante un período de doce años, al ser incluido en la lista negra.

## Lista negra de Hollywood
Carnovsky fue en un momento dado miembro del Partido Comunista de los Estados Unidos. Él, junto a su esposa, Phoebe Brand, fue uno de los ocho integrantes del Group Theatre señalados por su antiguo compañero Elia Kazan (también parte del Partido Comunista) ante el Comité de Actividades Antiestadounidenses. El actor Sterling Hayden también testificó que había acudido a reuniones del Partido Comunista celebradas en ocasiones en el domicilio Carnovsky en Hollywood. Cuando Carnovsky fue llamado a testificar, se negó a dar nombres, lo cual finalizó con su carrera en Hollywood, por lo que volvió al teatro en Nueva York.

## Vuelta a Broadway
De nuevo en Broadway en los primeros años 1950, Carnovsky actuó en la obra de Henrik Ibsen Un enemigo del pueblo, con adaptación de Arthur Miller, en la de Noël Coward Desnudo con violín, y en El Dybbuk (de Shloime Anski) y No habrá guerra de Troya (de Jean Giraudoux). En 1956 se puso en contacto con él John Houseman, director y productor del American Shakespeare Theatre, que le preguntó si deseaba interpretar a Shakespeare. En el primer año hizo papeles en El rey Juan, Medida por medida y La fierecilla domada. Al año siguiente fue Shylock en El mercader de Venecia, y a partir de entonces trabajó asiduamente en el repertorio shakesperiano. Entre sus papeles más destacados figura el de Feste en Noche de reyes, en una producción en la cual actuaba Katharine Hepburn como Viola, y también el de Próspero en una aplaudida producción de La tempestad dirigida por William Ball, del American Conservatory Theater.
Además de actuar en el teatro, Carnovsky hizo algunas películas más. En 1962 fue a París para trabajar en la adaptación al cine que Sidney Lumet rodó de la obra de Arthur Miller Panorama desde el puente. Además, fue Creon en una emisión televisiva de Medea, y en 1974 actuó en The Gambler, interpretando al padre de James Caan.
Su valorada actuación en el Festival Shakespeare de Stratford (Connecticut) en la obra El rey Lear, le abrió las puertas a una segunda carrera, la de mentor de jóvenes actores, por lo cual viajó por universidades de todo el país, interpretando al personaje principal del clásico mientras que los estudiantes interpretaban los papeles de reparto. En esta actividad, en el Connecticut College tuvo la oportunidad de enseñar al futuro actor cinematográfico Leland Orser. Además, Carnovsky actuó con el intérprete Shakespeariano Richard Hauenstein (que actuaba en el papel de Kent) con su papel de Lear en la Universidad de Virginia Occidental de Morgantown (Virginia Occidental). Gracias a toda su experiencia interpretativa, en 1984 escribió junto a su colega y amigo Peter Sander el libro The Actor's Eye, en el cual exponía su teoría de la actuación.
Morris Carnovsky falleció en su casa en Easton, Connecticut en 1992, cuatro días antes de cumplir los 95 años de edad, por causas naturales. Sus restos fueron incinerados, y las cenizas entregadas a sus allegados. Su mujer, Phoebe Brand, falleció en 2004. La pareja tenía un hijo, Stephen Carnovsky.
En reconocimiento a su labor teatral, Carnovsky fue incluido en el Salón de la Fama del Teatro Americano en 1979.

## Filmografía

### Cine
- 1931 : Panther Woman of the Needle Trades, or The Lovely Life of Little Lisa
- 1937 : The Life of Emile Zola
- 1937 : Tovarich
- 1943 : Edge of Darkness
- 1944 : Address Unknown, de William Cameron Menzies
- 1944 : The Master Race
- 1945 : Our Vines Have Tender Grapes
- 1945 : Rhapsody in Blue
- 1945 : Cornered, de Edward Dmytryk
- 1946 : Miss Susie Slagle's
- 1946 : Somewhere in the Night
- 1947 : Dead Reckoning
- 1947 : Dishonored Lady
- 1947 : Joe Palooka in the Knockout
- 1948 : Saigon
- 1948 : Man-Eater of Kumaon
- 1949 : Siren of Atlantis
- 1949 : Thieves' Highway
- 1949 : Deadly Is the Female
- 1950 : Western Pacific Agent
- 1950 : Cyrano de Bergerac, de Michael Gordon
- 1950 : El demonio de las armas (Gun Crazy)
- 1951 : The Second Woman
- 1962 : Vu du pont, de Sidney Lumet
- 1972 : Dig
- 1974 : The Gambler, de Karel Reisz
- 1983 : Joe's Bed-Stuy Barbershop: We Cut Heads

### Televisión
- 1959 : Medea
- 1959 : The World of Sholom Aleichem
- 1984 : The Cafeteria